# Nora Lakheal
Nora Lakheal, née le 18 mai 1974 à Montreuil, est une ancienne membre des Renseignements généraux, spécialisée dans l’antiterrorisme djihadiste. Conférencière, elle intervient dans des instituts de recherche sur la radicalisation islamiste. Elle sensibilise les jeunes élèves et étudiants sur cette thématique via la déconstruction des stéréotypes et la promotion de relations pacifiées entre les citoyens, les jeunes et la police.

## Biographie
Nora Lakheal a grandi dans une famille d’immigrés maghrébins et musulmans. Elle étudie la philosophie à la Sorbonne avant d'intégrer l'École nationale de police de Reims en 1998. Elle commence sa carrière dans la police en rejoignant le groupe de lutte contre les violences urbaines du 20e arrondissement de Paris.
À la suite des attentats du 11 septembre 2001, la « section opérationnelle et recherche spécialisée » des Renseignements Généraux la recrute en 2002 pour des filatures destinées à la lutte contre l’Islam radical. Nora Lakheal devient la première femme et la première musulmane arabophone à intégrer ce groupe d'élite des  Renseignements généraux. Son travail a consisté à traquer et infiltrer les milieux djihadistes et notamment salafistes. À ce titre, elle a contribué à déjouer de nombreux attentats d’importance en France. Elle intègre par la suite, la section antiterroriste de la brigade criminelle du 36, quai des Orfèvres à Paris où elle y a mené des enquêtes de terrorisme mais aussi de droit commun. Diplômée de la sécurité intérieure par le ministère de l'Intérieur, elle a été analyste au service central du renseignement territorial sur la radicalisation islamiste.

## Publication
- Agente d’élite : le récit inspirant d’une enfant de Barbès, Paris, Max Milo, coll. « Témoignage », 24 septembre 2020, 306 p. (ISBN 978-2-315-00946-6, OCLC 1225116640)